# سمك الإسفين
سمك الإسفين أو الأنيفيات (الاسم العلمي: Rhinidae)، فصيلة أسماك من الشفنينيات. وتتكون الفصيلة من عشرة أنواع ضمن ثلاثة أجناس.